# Prix Deezer Adami
Le prix Deezer Adami révèle chaque année au public trois artistes de la nouvelle scène française.

## L'objet du prix
Afin de suivre et s’impliquer dans l’évolution des modes de diffusion et de commercialisation de la musique, l’Adami et Deezer créent en 2010 ce Prix qui ambitionne de révéler les talents musicaux de demain,,.
Le prix récompense des artistes ayant une expérience de la scène et un encadrement professionnel, à savoir au moins un tourneur, un manager, un label ou un éditeur.
Le prix Deezer Adami évolue en 2014, désormais attribué par 3 jurys distincts : des professionnels de la musique (Prix des Pros), des personnalités de tous horizons (Prix des VIP) et le public (Prix du Public).

## Principe général
- Les candidats s'inscrivent en ligne sur le site prixdeezeradami.com
- Dix artistes sont présélectionnés par l’Adami et Deezer
- Le public vote via une plateforme dédiée accessible sur Deezer et les jurys délibèrent entre eux à Paris
- Les 3 lauréats remportent chacun une dotation 10 000 € d’aide de l’Adami pour développer leur projet musical (financée grâce à la copie privée), une Deezer Session (vidéo live enregistrée dans les locaux de Deezer et promue sur le site de streaming) ainsi qu'un concert au Casino de Paris, à l’occasion de la cérémonie de remise des prix[5].

## Palmarès
- 2016: Her (prix des VIP), L'Impératrice (Prix du Public), Bachar Mar-Khalife (Prix des Pros)
- 2015: La Fine Équipe (prix des VIP), Georgio (Prix du Public), Jeanne Added (Prix des Pros)
- 2014: Chassol (prix des VIP), Fakear (Prix du public), Pegase (Prix des Pros)
- 2013: Deluxe
- 2012: Odezenne
- 2011: Griefjoy
- 2010: Music is not Fun

## Liste des parrains
- 2016: Youssoupha
- 2015: Lilly Wood & the Prick
- 2014: 1995
- 2013: Oxmo Puccino
- 2012: Philippe Zdar (Cassius)
- 2011: Olivier Coursier (AaRON)

## Les jurys

### Ancien jury pro
- Olivier Coursier (Aaron) - JD Beauvallet (Les Inrockuptibles) - José Correia (Arte live web) - Christophe Crenel (le Mouv’) - Bertrand Habard (Deezer) - Marc Maret (Radio France) - François Missonnier (Europavox / Rock en Seine) - Didier Veillault (Coopérative de mai) - Gilles Suignard (Deezer) – Roberto Ciurleo (Virgin Radio) – Carine Chenaux (A Nous Paris) – Frédérique De Almeida (Conseillère Artistique)

### Ancien jury
Tony Gatlif – Jean-Charles de Castelbajac – Thomas Thouroude – PV Nova – Frédérique Bel – Rio Mavuba – Ariel Wizman – Pierre Hermé – Axelle Laffont – Nicolas Rey[Lequel ?] – Pierre Lescure – Maurice Barthelemy – Emmanuelle Devos – Thomas VDB – Malik Bentalha – Léa Drucker – Dominique Besnehard – Agnès B. – Philippe Découflé